# Çankaya Universitet
Çankaya Universitet (tyrkisk:Çankaya Üniversitesi) er et internationalt universitet i Tyrkiets hovedstaden, Ankara. Universitet blev oprettet i 1996. Universitetet har ca. 4.000 studerende.